# Caridina medifolia
Caridina medifolia е вид десетоного от семейство Atyidae. Видът не е застрашен от изчезване.

## Разпространение и местообитание
Разпространен е в Китай (Гуейджоу).
Обитава сладководни басейни и потоци.